# Montrichard Val de Cher
Montrichard Val de Cher é uma comuna francesa na região administrativa do Centro-Vale do Loire, no departamento de Loir-et-Cher. Estende-se por uma área de 19.20 km². Em 2010 a comuna tinha 3 814 habitantes (densidade: 198,6 hab./km²).
Foi criada em 1 de janeiro de 2016, a partir da fusão das antigas comunas de Montrichard e Bourré.